# サファイス作戦
サファイス作戦 (Operation Suffice) は、1945年2月に実施されたイギリス軍の作戦。アンダマン海での日本船舶攻撃を目的としたもので、フォース68（駆逐艦ロザラム、ローバック、ラピッド、ロケット）により実行された。フォース68は1945年2月21日にトリンコマリーから出撃したが戦果はなく、2月24日にグレート・ココ島を砲撃し、2月25日にアキャブに帰投した。